# Tapio Kantanen

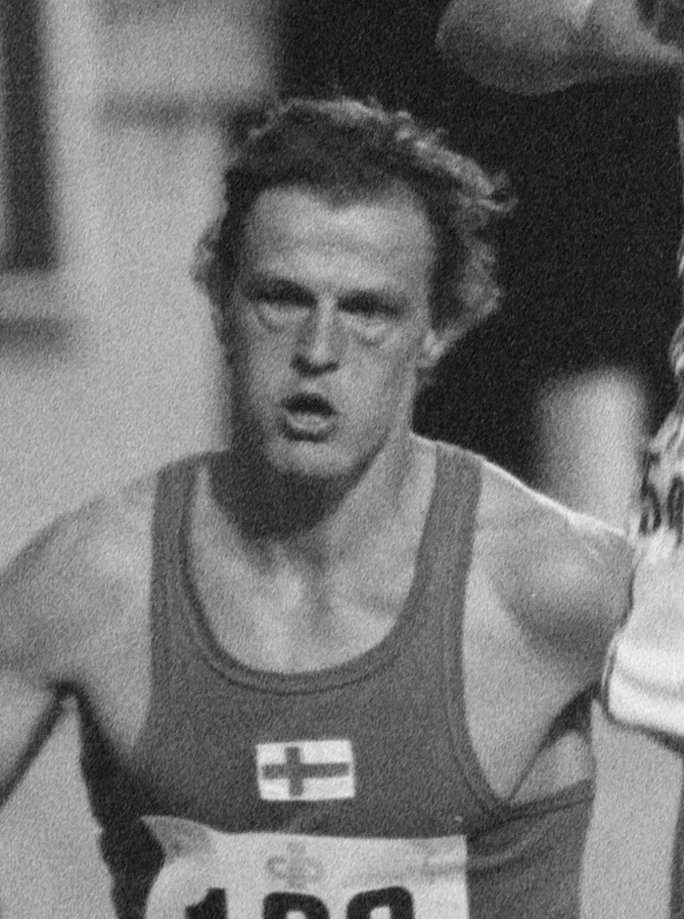
Tapio Kantanen (1974)

Tapio Kantanen (* 31. Mai 1949 in Heinola) ist ein ehemaliger finnischer Leichtathlet.
Bei den Olympischen Sommerspielen 1972 in München gewann er im 3000-Meter-Hindernislauf hinter den Kenianern Kipchoge Keino und Ben Jipcho die Bronzemedaille.
Vier Jahre später bei den Olympischen Spielen 1976 in Montreal wurde er über dieselbe Strecke Vierter und verpasste knapp die Medaillenränge.
Bei den Crosslauf-Weltmeisterschaften 1973 in Waregem (Belgien) verpasste er die Medaillenränge um fünf Sekunden und wurde über die knapp zwölf Kilometer lange Distanz Vierter. Sein Landsmann Pekka Päivärinta gewann den Lauf.